# فهرست قطعنامه‌های شورای امنیت ۱ تا ۱۰۰
| قطعنامه‌های شورای امنیت                                      |
| ----------------------------------------------------------- |
| منابع: نشست‌های شورای امنیت • UNBISnet • ویکی‌نبشته           |
| ۱ تا ۱۰۰ (۱۹۴۶–۱۹۵۳)                                        |
| ۱۰۱ تا ۲۰۰ (۱۹۵۳–۱۹۶۵)                                      |
| ۲۰۱ تا ۳۰۰ (۱۹۶۵–۱۹۷۱)                                      |
| ۳۰۱ تا ۴۰۰ (۱۹۷۱–۱۹۷۶)                                      |
| ۴۰۱ تا ۵۰۰ (۱۹۷۶–۱۹۸۲)                                      |
| ۵۰۱ تا ۶۰۰ (۱۹۸۲–۱۹۸۷)                                      |
| ۶۰۱ تا ۷۰۰ (۱۹۸۷–۱۹۹۱)                                      |
| ۷۰۱ تا ۸۰۰ (۱۹۹۱–۱۹۹۳)                                      |
| ۸۰۱ تا ۹۰۰ (۱۹۹۳–۱۹۹۴)                                      |
| ۹۰۱ تا ۱۰۰۰ (۱۹۹۴–۱۹۹۵)                                     |
| ۱۰۰۱ تا ۱۱۰۰ (۱۹۹۵–۱۹۹۷)                                    |
| ۱۱۰۱ تا ۱۲۰۰ (۱۹۹۷–۱۹۹۸)                                    |
| ۱۲۰۱ تا ۱۳۰۰ (۱۹۹۸–۲۰۰۰)                                    |
| ۱۳۰۱ تا ۱۴۰۰ (۲۰۰۰–۲۰۰۲)                                    |
| ۱۴۰۱ تا ۱۵۰۰ (۲۰۰۲–۲۰۰۳)                                    |
| ۱۵۰۱ تا ۱۶۰۰ (۲۰۰۳–۲۰۰۵)                                    |
| ۱۶۰۱ تا ۱۷۰۰ (۲۰۰۵–۲۰۰۶)                                    |
| ۱۷۰۱ تا ۱۸۰۰ (۲۰۰۶–۲۰۰۸)                                    |
| ۱۸۰۱ تا ۱۹۰۰ (۲۰۰۸–۲۰۰۹)                                    |
| ۱۹۰۱ تا ۲۰۰۰ (۲۰۰۹–۲۰۱۱)                                    |
| ۲۰۰۱ تا ۲۱۰۰ (۲۰۱۱–۲۰۱۳)                                    |
| ۲۱۰۱ تا ۲۲۰۰ (۲۰۱۳–۲۰۱۵)                                    |
| ۲۲۰۱ تا ۲۳۰۰ (۲۰۱۵–۲۰۱۶)                                    |
| ۲۳۰۱ تا ۲۴۰۰ (۲۰۱۶–۲۰۱۸)                                    |
| ۲۲۰۱ تا ۲۳۰۰ (۲۰۱۸–تاکنون)                                  |
| متن مربوطه در ویکی‌نبشته : قطعنامه‌های شورای امنیت سازمان ملل |

فهرست زیر، شامل قطعنامه‌های سازمان ملل متحد از قطعنامهٔ شمارهٔ ۱ تا ۱۰۰ است که در بازهٔ زمانی ۲۵ ژانویه ۱۹۴۶ میلادی تا ۲۷ اکتبر ۱۹۵۳ به تصویب رسیده است.
| شمارهٔ قطعنامه | تاریخ           | آرا (موافق-ممتنع-مخالف) | موضوع نشست                                                                            |
| ------------- | --------------- | ----------------------- | ------------------------------------------------------------------------------------- |
| ۱             | ۲۵ ژانویه ۱۹۴۶  | - -                     | هیئت کارمندان نظامی                                                                   |
| ۲             | ۳۰ ژانویه ۱۹۴۶  | ۱۱-۰-۰                  | بحران ایران                                                                           |
| ۳             | ۰۴ آوریل ۱۹۴۶   | ۹-۲-۰                   | بحران ایران و خروج نیروهای شوروی از ایران                                             |
| ۴             | ۲۹ آوریل ۱۹۴۶   | ۱۰-۱-۰                  | محکومیت رژیم ژنرال فرانکو در اسپانیا                                                  |
| ۵             | ۰۸ مه ۱۹۴۶      | ۱۰-۱-۰                  | بحران ایران                                                                           |
| ۶             | ۱۷ مه ۱۹۴۶      | ۱۱-۰-۰                  | بررسی روند پذیرش و رسیدگی به دعاوی                                                    |
| ۷             | ۲۶ ژوئن ۱۹۴۶    | - -                     | محکومیت رژیم ژنرال فرانکو در اسپانیا                                                  |
| ۸             | ۲۹ اوت ۱۹۴۶     | ۱۰-۱-۰                  | پذیرش افغانستان، ایسلند و سوئد به عنوان اعضای جدید                                    |
| ۹             | ۱۵ اکتبر ۱۹۴۶   | ۱۱-۰-۰                  | حوزه اختیارات دیوان بین‌المللی دادگستری                                                |
| ۱۰            | ۰۴ نوامبر ۱۹۴۶  | ۱۱-۰-۰                  | محکومیت رژیم ژنرال فرانکو در اسپانیا                                                  |
| ۱۱            | ۱۵ نوامبر ۱۹۴۶  | ۱۱-۰-۰                  | دیوان بین‌المللی دادگستری                                                              |
| ۱۲            | ۱۰ دسامبر ۱۹۴۶  | - -                     | اشغال یونان توسط بریتانیا                                                             |
| ۱۳            | ۱۲ دسامبر ۱۹۴۶  | ۱۱-۰-۰                  | پذیرش سیام (تایلند) به عضویت شورا                                                     |
| ۱۴            | ۱۶ دسامبر ۱۹۴۶  | ۹-۲-۰                   | چگونگی تعیین رئیس شورای امنیت                                                         |
| ۱۵            | ۱۹ دسامبر ۱۹۴۶  | ۱۱-۰-۰                  | اختلافات مرزی یونان و آلبانی و همچنین بلغارستان و یوگسلاوی                            |
| ۱۶            | ۱۰ ژانویه ۱۹۴۷  | ۱۰-۱-۰                  | به رسمیت شناختن منطقهٔ آزاد بی‌طرف اطراف شهر تریسته ایتالیا                             |
| ۱۷            | ۱۰ فوریه ۱۹۴۷   | ۹-۲-۰                   | مسئلهٔ اشغال یونان توسط بریتانیا                                                       |
| ۱۸            | ۱۳ فوریه ۱۹۴۷   | ۱۰-۱-۰                  | تشکیل کمسیونی برای تدوین مقررات کاهش تسلیحات                                          |
| ۱۹            | ۱۳ فوریه ۱۹۴۷   | ۸-۳-۰                   | بررسی مشکلات در تنگه کورفو میان آلبانی و بریتانیا                                     |
| ۲۰            | ۱۰ مارس ۱۹۴۷    | ۱۱-۰-۰                  | بررسی گزارش کمسیون انرژی هسته‌ای سازمان ملل متحد                                       |
| ۲۱            | ۰۲ آوریل ۱۹۴۷   | ۱۱-۰-۰                  | قیمومت از مناطق استراتژیک                                                             |
| ۲۲            | ۳۰ ژانویه ۱۹۴۶  | ۱۱-۰-۰                  | بررسی مشکلات در تنگه کورفو میان آلبانی و بریتانیا                                     |
| ۲۳            | ۱۴ آوریل ۱۹۴۷   | ۹-۲-۰                   | مسئلهٔ اشغال یونان توسط بریتانیا                                                       |
| ۲۴            | ۳۰ آوریل ۱۹۴۷   | ۱۰-۱-۰                  | پذیرش اعضای جدید در سازمان ملل متحد                                                   |
| ۲۵            | ۲۲ مه ۱۹۴۷      | ۱۰-۱-۰                  | پذیرش اعضای جدید در سازمان ملل متحد                                                   |
| ۲۶            | ۰۴ ژوئن ۱۹۴۷    | ۱۱-۰-۰                  | قوانین موقت آئین دادرسی شورای امنیت                                                   |
| ۲۷            | ۰۱ اوت ۱۹۴۷     | - -                     | مسئلهٔ اندونزی                                                                         |
| ۲۸            | ۰۶ اوت ۱۹۴۷     | ۱۰-۱-۰                  | مسئلهٔ اشغال یونان توسط بریتانیا                                                       |
| ۲۹            | ۱۲ اوت ۱۹۴۷     | ۱۱-۰-۰                  | پذیرش اعضای جدید در سازمان ملل متحد                                                   |
| ۳۰            | ۲۲ مه ۱۹۴۷      | ۷-۴-۰                   | مسئلهٔ اندونزی                                                                         |
| ۳۱            | ۲۵ اوت ۱۹۴۷     | ۸-۳-۰                   | مسئلهٔ اندونزی                                                                         |
| ۳۲            | ۲۶ اوت ۱۹۴۷     | ۱۰-۱-۰                  | مسئلهٔ اندونزی                                                                         |
| ۳۳            | ۲۷ اوت ۱۹۴۷     | ۱۰-۱-۰                  | روش کار شورا                                                                          |
| ۳۴            | ۱۵ سپتامبر ۱۹۴۷ | ۹-۲-۰                   | مسئلهٔ اشغال یونان توسط بریتانیا                                                       |
| ۳۵            | ۰۳ اکتبر ۱۹۴۷   | ۹-۲-۰                   | مسئلهٔ اندونزی                                                                         |
| ۳۵            | ۱۷ ژانویه ۱۹۴۸  | ۹-۲-۰                   | مسئلهٔ هند-پاکستان                                                                     |
| ۳۶            | ۰۱ نوامبر ۱۹۴۷  | ۷-۳-۱                   | مسئلهٔ اندونزی                                                                         |
| ۳۷            | ۰۹ دسامبر ۱۹۴۷  | - -                     | روش کار شورا                                                                          |
| ۳۹            | ۲۰ ژانویه ۱۹۴۸  | ۹-۲-۰                   | مسئلهٔ هند-پاکستان                                                                     |
| ۴۰            | ۲۸ فوریه ۱۹۴۸   | ۸-۳-۰                   | مسئلهٔ اندونزی                                                                         |
| ۴۱            | ۲۸ فوریه ۱۹۴۸   | ۷-۴-۰                   | مسئلهٔ اندونزی                                                                         |
| ۴۲            | ۰۵ مارس ۱۹۴۸    | ۸-۳-۰                   | مسئلهٔ فلسطین                                                                          |
| ۴۳            | ۰۱ آوریل ۱۹۴۸   | ۱۱-۰-۰                  | مسئلهٔ فلسطین                                                                          |
| ۴۴            | ۰۱ آوریل ۱۹۴۸   | ۹-۲-۰                   | مسئلهٔ فلسطین                                                                          |
| ۴۵            | ۱۰ آوریل ۱۹۴۸   | ۱۰-۱-۰                  | پذیرش اعضای جدید در سازمان ملل: میانمار                                               |
| ۴۶            | ۱۷ آوریل ۱۹۴۸   | ۹-۲-۰                   | مسئلهٔ فلسطین                                                                          |
| ۴۷            | ۲۱ آوریل ۱۹۴۸   | - -                     | مسئلهٔ هند-پاکستان                                                                     |
| ۴۸            | ۲۳ آوریل ۱۹۴۸   | ۸-۳-۰                   | مسئلهٔ فلسطین                                                                          |
| ۴۹            | ۲۲ مه ۱۹۴۸      | ۸-۳-۰                   | مسئلهٔ فلسطین                                                                          |
| ۵۰            | ۲۹ مه ۱۹۴۸      | - -                     | مسئلهٔ فلسطین                                                                          |
| ۵۱            | ۰۳ ژوئن ۱۹۴۸    | ۸-۳-۰                   | مسئلهٔ هند-پاکستان                                                                     |
| ۵۲            | ۲۲ ژوئن ۱۹۴۸    | ۹-۲-۰                   | انرژی اتمی: کنترل بین‌المللی                                                           |
| ۵۳            | ۰۷ ژوئیه ۱۹۴۸   | ۸-۳-۰                   | مسئلهٔ فلسطین                                                                          |
| ۵۴            | ۱۵ ژوئیه ۱۹۴۸   | ۷-۳-۱                   | مسئلهٔ فلسطین                                                                          |
| ۵۵            | ۲۹ ژوئیه ۱۹۴۸   | ۹-۲-۰                   | مسئلهٔ اندونزی                                                                         |
| ۵۵            | ۱۹ اوت ۱۹۴۸     | - -                     | مسئلهٔ فلسطین                                                                          |
| ۵۷            | ۱۸ سپتامبر ۱۹۴۸ | ۱۱-۰-۰                  | مسئلهٔ فلسطین                                                                          |
| ۵۷            | ۲۸ سپتامبر ۱۹۴۸ | - -                     | دیوان بین‌المللی دادگستری                                                              |
| ۵۹            | ۱۹ اکتبر ۱۹۴۸   | - -                     | مسئلهٔ فلسطین                                                                          |
| ۶۰            | ۲۹ اکتبر ۱۹۴۸   | - -                     | مسئلهٔ فلسطین                                                                          |
| ۶۱            | ۰۴ نوامبر ۱۹۴۸  | ۹-۱-۱                   | مسئلهٔ فلسطین                                                                          |
| ۶۲            | ۱۶ نوامبر ۱۹۴۸  | - -                     | مسئلهٔ فلسطین                                                                          |
| ۶۳            | ۲۴ دسامبر ۱۹۴۸  | ۷-۴-۰                   | مسئلهٔ اندونزی                                                                         |
| ۶۴            | ۲۸ دسامبر ۱۹۴۸  | ۸-۳-۰                   | مسئلهٔ اندونزی                                                                         |
| ۶۵            | ۲۸ دسامبر ۱۹۴۸  | ۹-۲-۰                   | مسئلهٔ اندونزی                                                                         |
| ۶۶            | ۲۹ دسامبر ۱۹۴۸  | ۸-۳-۰                   | مسئلهٔ فلسطین                                                                          |
| ۶۷            | ۲۸ ژانویه ۱۹۴۹  | - -                     | مسئلهٔ اندونزی                                                                         |
| ۶۸            | ۱۰ فوریه ۱۹۴۹   | ۹-۲-۰                   | تسلیحات: تنظیم و کاهش                                                                 |
| ۶۹            | ۰۴ مارس ۱۹۴۹    | ۹-۱-۱                   | پذیرش اعضای جدید سازمان ملل متحد: اسرائیل                                             |
| ۷۰            | ۰۷ مارس ۱۹۴۹    | ۸-۳-۰                   | قیمومت از مناطق استراتژیک                                                             |
| ۷۰            | ۱۱ اوت ۱۹۴۹     | - -                     | مسئلهٔ فلسطین                                                                          |
| ۷۱            | ۲۷ ژوئیه ۱۹۴۹   | ۹-۲-۰                   | دیوان بین‌المللی دادگستری                                                              |
| ۷۳            | ۲۱ اوت ۱۹۴۹     | ۹-۲-۰                   | مسئلهٔ فلسطین                                                                          |
| ۷۴            | ۱۶ سپتامبر ۱۹۴۹ | ۹-۲-۰                   | انرژی اتمی: کنترل بین‌المللی                                                           |
| ۷۵            | ۲۷ سپتامبر ۱۹۴۹ | ۷-۳-۱                   | هزینه‌های سفر و کمک‌هزینهٔ معاش برای نمایندگان جایگزین در برخی از کمیسیون‌های شورای امنیت |
| ۷۶            | ۰۵ اکتبر ۱۹۴۹   | ۹-۱-۱                   | هزینه‌های آیندهٔ ناظران نظامی سازمان ملل متحد در اندونزی                                |
| ۷۷            | ۱۱ اکتبر ۱۹۴۹   | ۹-۲-۰                   | تسلیحات: تنظیم و کاهش                                                                 |
| ۷۸            | ۱۱ اکتبر ۱۹۴۹   | ۹-۲-۰                   | تسلیحات: تنظیم و کاهش                                                                 |
| ۷۹            | ۱۷ ژانویه ۱۹۵۰  | ۹-۰-۰                   | تسلیحات: تنظیم و کاهش                                                                 |
| ۸۰            | ۱۴ مارس ۱۹۵۰    | ۸-۲-۰                   | مسئلهٔ هند-پاکستان                                                                     |
| ۸۱            | ۲۴ مارس ۱۹۵۰    | ۱۰-۰-۰                  | روش کار شورا                                                                          |
| ۸۲            | ۲۵ ژوئن ۱۹۵۰    | ۹-۱-۰                   | شکایت تجاوز به جمهوری کره                                                             |
| ۸۳            | ۲۷ ژوئن ۱۹۵۰    | ۷-۰-۱                   | شکایت تجاوز به جمهوری کره                                                             |
| ۸۴            | ۰۷ ژوئیه ۱۹۵۰   | ۷-۳-۰                   | شکایت تجاوز به جمهوری کره                                                             |
| ۸۵            | ۳۰ ژوئیه ۱۹۵۰   | ۹-۱-۰                   | شکایت تجاوز به جمهوری کره                                                             |
| ۸۶            | ۲۶ سپتامبر ۱۹۵۰ | ۱۰-۱-۰                  | پذیرش اعضای جدید سازمان ملل متحد: اندونزی                                             |
| ۸۷            | ۲۹ سپتامبر ۱۹۵۰ | ۷-۱-۳                   | دعوت از نمایندگان جمهوری خلق چین و تایوان در مورد حمله مسلحانه تایوان                 |
| ۸۸            | ۰۸ نوامبر ۱۹۵۰  | ۸-۱-۲                   | شکایت تجاوز به جمهوری کره                                                             |
| ۸۹            | ۱۷ نوامبر ۱۹۵۰  | ۹-۲-۰                   | مسئلهٔ فلسطین                                                                          |
| ۹۰            | ۳۱ ژانویه ۱۹۵۱  | ۱۱-۰-۰                  | شکایت تجاوز به جمهوری کره                                                             |
| ۹۱            | ۳۰ مارس ۱۹۵۱    | ۸-۳-۰                   | مسئلهٔ هند-پاکستان                                                                     |
| ۹۲            | ۰۸ مه ۱۹۵۱      | ۱۰-۱-۰                  | مسئلهٔ فلسطین                                                                          |
| ۹۳            | ۱۸ مه ۱۹۵۱      | ۱۰-۱-۰                  | مسئلهٔ فلسطین                                                                          |
| ۹۴            | ۲۹ مه ۱۹۵۱      | ۱۰-۱-۰                  | دیوان بین‌المللی دادگستری                                                              |
| ۹۵            | ۰۱ سپتامبر ۱۹۵۱ | ۸-۳-۰                   | مسئلهٔ فلسطین                                                                          |
| ۹۶            | ۱۰ نوامبر ۱۹۵۱  | ۹-۲-۰                   | مسئلهٔ هند-پاکستان                                                                     |
| ۹۷            | ۳۰ ژانویه ۱۹۵۲  | - -                     | تسلیحات: تنظیم و کاهش                                                                 |
| ۹۸            | ۲۳ دسامبر ۱۹۵۲  | ۹-۲-۰                   | مسئلهٔ هند-پاکستان                                                                     |
| ۹۹            | ۱۲ اوت ۱۹۵۳     | - -                     | دیوان بین‌المللی دادگستری                                                              |
| ۱۰۰           | ۲۷ اکتبر ۱۹۵۳   | ۱۱-۰-۰                  | مسئلهٔ فلسطین                                                                          |